# 에드워드 에버렛 호턴

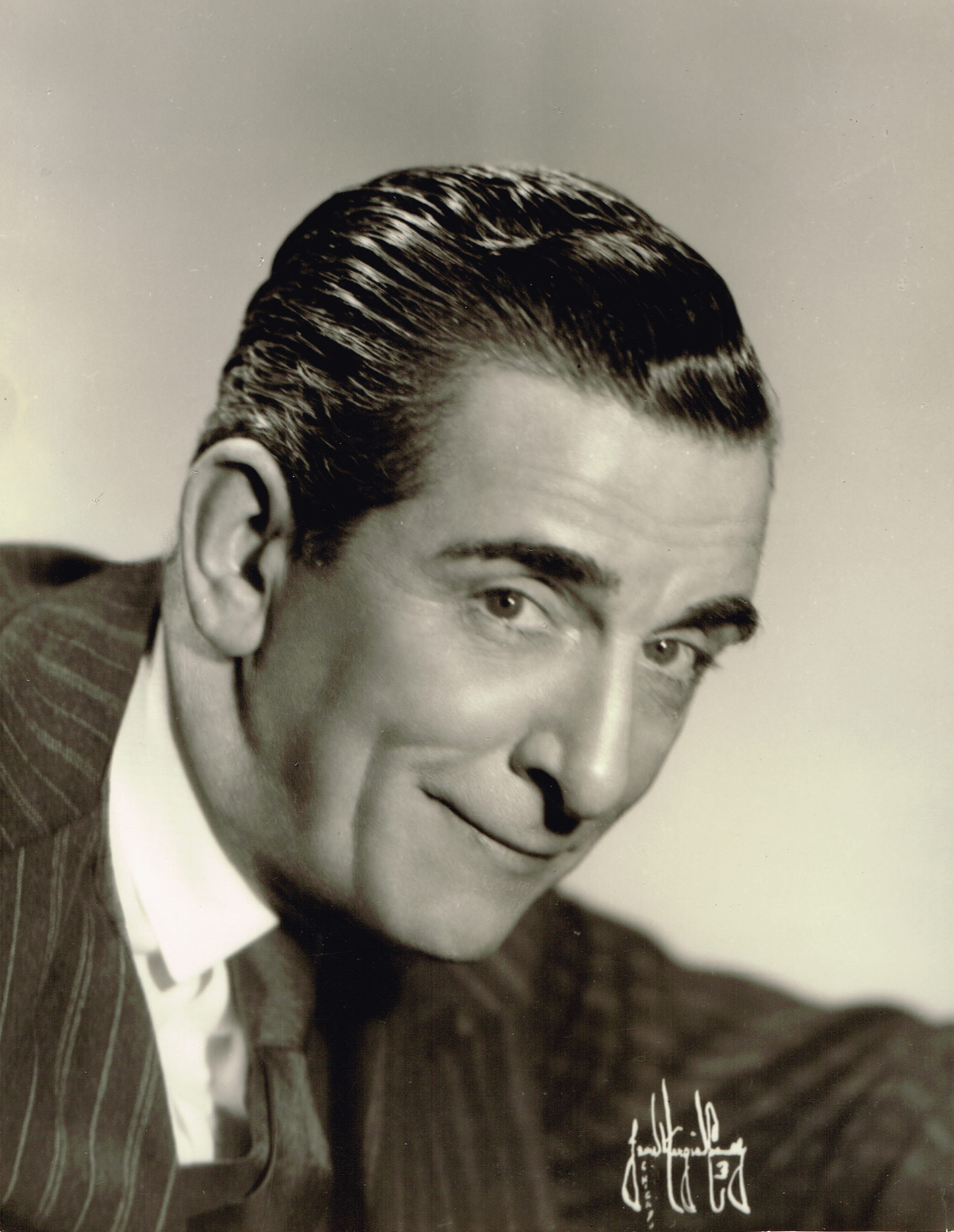

에드워드 에버렛 호턴(Edward Everett Horton, 1886년 3월 18일 ~ 1970년 9월 29일)는 미국의 연극 배우, 영화배우, 가수, 텔레비전 배우, 성우이다.
브루클린에서 태어났으며 엔시노에서 사망하였다. 사인은 암이다. 포리스트 론 메모리얼 파크에 매장되었다.

## 영화
- 셀룰로이드 클로지트 (1995년) - 본인 역
- 폴라인의 모험 (1967년)
- 배트맨 - 66년 TV 시리즈 (1966년)
- 사랑 그리고 독신녀 (1964년)
- 매드 매드 대소동 (1963년)
- 포켓에 가득찬 행복 (1961년)
- 기차 위의 여인 (1945년)
- 아세닉 엔 올드 레이스 (1944년)
- 탱크 유어 럭키 스타스 (1943년)
- 갱스 올 히어 (1943년)
- 언제나 영원히 (1943년)
- 스프링타임 인 더 록키스 (1942년)
- 아이 매리드 언 엔젤 (1942년)
- 써니 (1941년)
- 천국의 사도 조단 (1941년) - 메신저 7013 역
- 미인극장 (1941년)
- 댓츠 라이트 - 유어 롱 (1939년)
- 파리 허니문 (1939년)
- 콜리지 스윙 (1938년)
- 어떤 휴가 (1938년) - 닉 포터 역
- 블루비어드의 여덞 번째 아내 (1938년)
- 더 킹 앤 더 코러스 걸 (1937년) - 카운트 험버트 에빌 브루거 역
- 쉘 위 댄스 (1937년)
- 데인저-러브 앳 워크 (1937년)
- 잃어버린 지평선 (1937년)
- 싱잉 키드 (1936년)
- 리틀 빅 샷 (1935년)
- 톱 햇 (1935년)
- 악마는 여자다 (1935년)
- 메리 위도우 (1934년)
- 게이 디보시 (1934년) - 에그버트 피츠제럴드 역
- 삶의 설계 (1933년)
- 천국의 말썽 (1932년)
- 특종 기사 (1931년)
- 키스 미 어게인 (1930년)
- 리칭 포 더 문 (1930년)
- 홀리데이 (1930년)